# Концебівська сільська рада
Конце́бівська сільська́ ра́да — колишня адміністративно-територіальна одиниця та орган місцевого самоврядування в Савранському районі Одеської області. Адміністративний центр — село Концеба.

## Загальні відомості
- Територія ради: 93,19 км²
- Населення ради: 2 229 осіб (станом на 2001 рік)
- Територією ради протікає річка Савранка

## Населені пункти
Сільській раді були підпорядковані населені пункти:
- с. Концеба

## Населення
Згідно з переписом УРСР 1989 року чисельність наявного населення сільської ради становила 3788 осіб, з яких 1592 чоловіки та 2196 жінок.
За переписом населення України 2001 року в сільській раді мешкало 2227 осіб.

### Мова
Розподіл населення за рідною мовою за даними перепису 2001 року:
| Мова       | Відсоток |
| ---------- | -------- |
| українська | 97,04 %  |
| російська  | 1,66 %   |
| молдовська | 0,99 %   |
| болгарська | 0,09 %   |
| білоруська | 0,04 %   |
| вірменська | 0,04 %   |
| німецька   | 0,04 %   |

## Склад ради
Рада складалася з 16 депутатів та голови.
- Голова ради:

### Керівний склад попередніх скликань
| Прізвище, ім'я, по батькові       | Основні відомості                                                          | Дата обрання | Дата звільнення |
| --------------------------------- | -------------------------------------------------------------------------- | ------------ | --------------- |
| Чабан Василь Олександрович        | Сільський голова, 1950 року народження, член Соціалістичної партії України | 26.03.2006   | 01.02.2008      |
| Ожинський Олександр Володимирович | Сільський голова, 1966 року народження, член Народної партії               | 02.08.2009   | 31.10.2010      |

Примітка: таблиця складена за даними сайту Верховної Ради України

### Депутати
За результатами місцевих виборів 2010 року депутатами ради стали:

#### За суб'єктами висування
| Суб'єкт висування            | Кількість обраних депутатів | %    |
| ---------------------------- | --------------------------- | ---- |
| Партія регіонів              | 5                           | 31,3 |
| Соціалістична партія України | 5                           | 31,3 |
| Народна партія               | 4                           | 25   |
| Комуністична партія України  | 1                           | 6,3  |
| Самовисування                | 1                           | 6,3  |

#### За округами
| № округу                     | Прізвище, ім'я, по батькові    | Дата визнання обраним | Освіта             | Партійна приналежність             | Відомості про обраного депутата                  |
| ---------------------------- | ------------------------------ | --------------------- | ------------------ | ---------------------------------- | ------------------------------------------------ |
| Комуністична партія України  |                                |                       |                    |                                    |                                                  |
| 15                           | Жаров Анатолій Євгенійович     | 02.11.2010            | середня            | член Комуністичної партії України  | Концевське дошкільний навчальний заклад, робочий |
| Народна Партія               |                                |                       |                    |                                    |                                                  |
| 1                            | Антонюк Олексій Володимирович  | 02.11.2010            | середня            | позапартійний                      | ТОВ СЗПТ, бригадир                               |
| 4                            | Сливка Юрій Миколайович        | 02.11.2010            | середня спеціальна | позапартійний                      | ТОВ «Відродження», директор                      |
| 8                            | Волошин Олександр Анатолійович | 02.11.2010            | вища               | член Народної партії               | фермерське господарство «Вогас», голова          |
| 12                           | Ченчик Валентина Миколаївна    | 02.11.2010            | вища               | позапартійна                       | Концебівська сільська рада, спеціаліст           |
| Партія регіонів              |                                |                       |                    |                                    |                                                  |
| 2                            | Балинська Наталя Леонідівна    | 02.11.2010            | середня            | член Партії регіонів               | тимчасово не працює                              |
| 5                            | Коровенко Любов Яківна         | 02.11.2010            | середня спеціальна | член Партії регіонів               | пенсіонер                                        |
| 10                           | Журавльов Віктор Володимирович | 02.11.2010            | середня            | член Партії регіонів               | тимчасово не працює                              |
| 11                           | Чернега Валерій Олександрович  | 02.11.2010            | середня            | позапартійний                      | Осичківське лісництво, тракторист                |
| 13                           | Трач Сергій Михайлович         | 02.11.2010            | середня спеціальна | позапартійний                      | тимчасово не працює                              |
| Соціалістична партія України |                                |                       |                    |                                    |                                                  |
| 3                            | Пастушок Людмила Миколаївна    | 02.11.2010            | середня спеціальна | член Соціалістичної партії України | ТОВ СЗПТ, бухгалтер                              |
| 6                            | Балинський Юрій Єфимович       | 02.11.2010            | середня            | член Соціалістичної партії України | тимчасово не працює                              |
| 7                            | Потьомка Лариса Анатоліївна    | 02.11.2010            | середня спеціальна | член Соціалістичної партії України | магазин «Саметой», продавець                     |
| 14                           | Стадник Олена Олександрівна    | 02.11.2010            | середня            | член Соціалістичної партії України | тимчасово не працює                              |
| 16                           | Чабан Ганна Василівна          | 02.11.2010            | вища               | член Соціалістичної партії України | пенсіонер                                        |
| Самовисування                |                                |                       |                    |                                    |                                                  |
| 9                            | Степанов В'ячеслав Григорович  | 02.11.2010            | середня            | позапартійний                      | приватний підприємець                            |